# Pavló Yakovenko
Pavló Oleksándrovich Yakovenko (en ucraniano: Павло Олександрович Яковенко) (Nikopol, Unión Soviética, 19 de diciembre de 1964) es un exfutbolista y actual entrenador ucraniano.

## Clubes

### Jugador
| Club               | País            | Año         | Partidos | Goles |
| FC Metalist Járkov | Unión Soviética | 1981 - 1982 | 2        | 0     |
| FC Dinamo Kiev     | URSS/ Ucrania   | 1982 - 1993 | 161      | 5     |
| FC Sochaux         | Francia         | 1993 - 1994 | 6        | 1     |

### Entrenador
| Club                        | País    | Año         |
| --------------------------- | ------- | ----------- |
| FC Metalurg Nikopol         | Ucrania | 1994 - 1995 |
| FC Elista                   | Rusia   | 1996 - 1997 |
| FC Elista                   | Rusia   | 1999        |
| Selección de Ucrania Sub-21 | Ucrania | 2002 - 2004 |
| FC Jimki                    | Rusia   | 2004 - 2005 |
| FC Kuban Krasnodar          | Rusia   | 2005 - 2007 |
| FC Rostov                   | Rusia   | 2007 - 2008 |
| Selección de Ucrania Sub-21 | Ucrania | 2008 - 2012 |

## Participaciones en Copas del Mundo
| Mundial                        | Sede   | Resultado        | Partidos | Goles |
| ------------------------------ | ------ | ---------------- | -------- | ----- |
| Copa Mundial de Fútbol de 1986 | México | Octavos de final | 4        | 1     |
| Copa Mundial de Fútbol de 1990 | Italia | Primera fase     | 3        | 0     |